# ГЕС Кахлет
ГЕС Кахлет — гідроелектростанція дунайського каскаду в Німеччині, у федеральній землі Баварія. Розташована між станціями Страубінг (вище по течії) та Йохенштайн (на кордоні з Австрієюї). Єдина ГЕС каскаду в Німеччині, потужність якої перевищує 50 МВт.
Будівництво першої на Дунаї греблі Кахлет було викликано передусім планами створення надійного суднового ходу по річці та каналу Майн-Дунай. Спорудження гідрокомплексу зайняло період з 1922 по 1927 роки, при цьому судноплавство через перший шлюз розпочалось вже у 1925-му.
В центральній частині греблі обладнали машинний зал, біля правого берега шість водопропускних шлюзів, біля лівого — два шлюзи для обслуговування суден. Первісно потужність створеної у складі комплексу гідроелектростанції складала 42 МВт, проте після заміни у першій половині 1960-х всіх восьми турбін на більш відповідні (розраховані на малий напір — 9,8 метра — та значну витрату води) загальна потужність станції досягла майже 54 МВт, при цьому вона здатна виробляти 319 млн кВт-год на рік.